# Archángelos (Pella)
Pour les articles homonymes, voir Archangelos.
Archángelos, en grec moderne : Αρχάγγελος, auparavant appelé Óssiani (Όσσιανη), jusqu'en 1925, est un village du district régional de Pella en Macédoine-Centrale, Grèce. En 2010, il est intégré au sein du dème d'Almopie.
Selon le recensement de 2011, la population du village s'élève à 623 habitants.